# Hamburger Gekochte

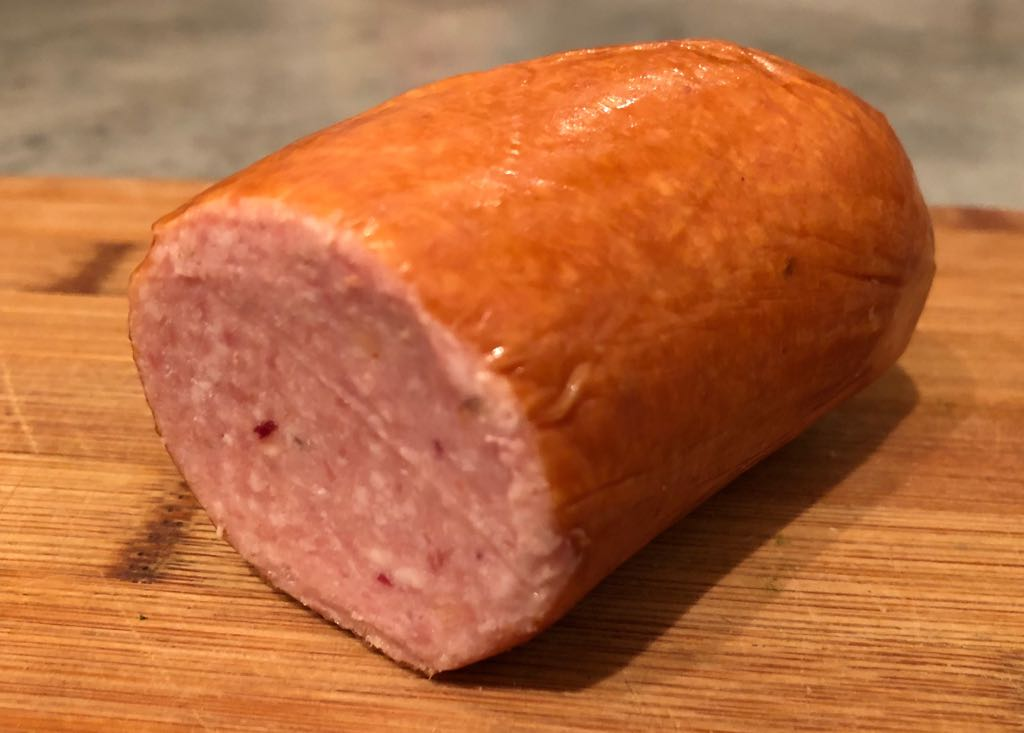
Ein Stück Gekochte

Die Hamburger Gekochte ist eine deftig schmeckende, streichfähige Kochmettwurst. Die Farbe variiert zwischen einer Mischung aus hellem Rosa und Brauntönen, kann aber auch von dunklerem Farbton sein.

## Geschichte
Das Rezept für die Hamburger Gekochte wurde im 14. Jahrhundert, zu Beginn der Hansezeit wiederentdeckt und im Laufe der Zeit weiterentwickelt. Das heutige Rezept ist circa 100 Jahre alt. Vermutlich wurde es vom Schlachtermeister Carl Johann Christian Schmidt um das Jahr 1929 in Hamburg kreiert.

## Zusammensetzung

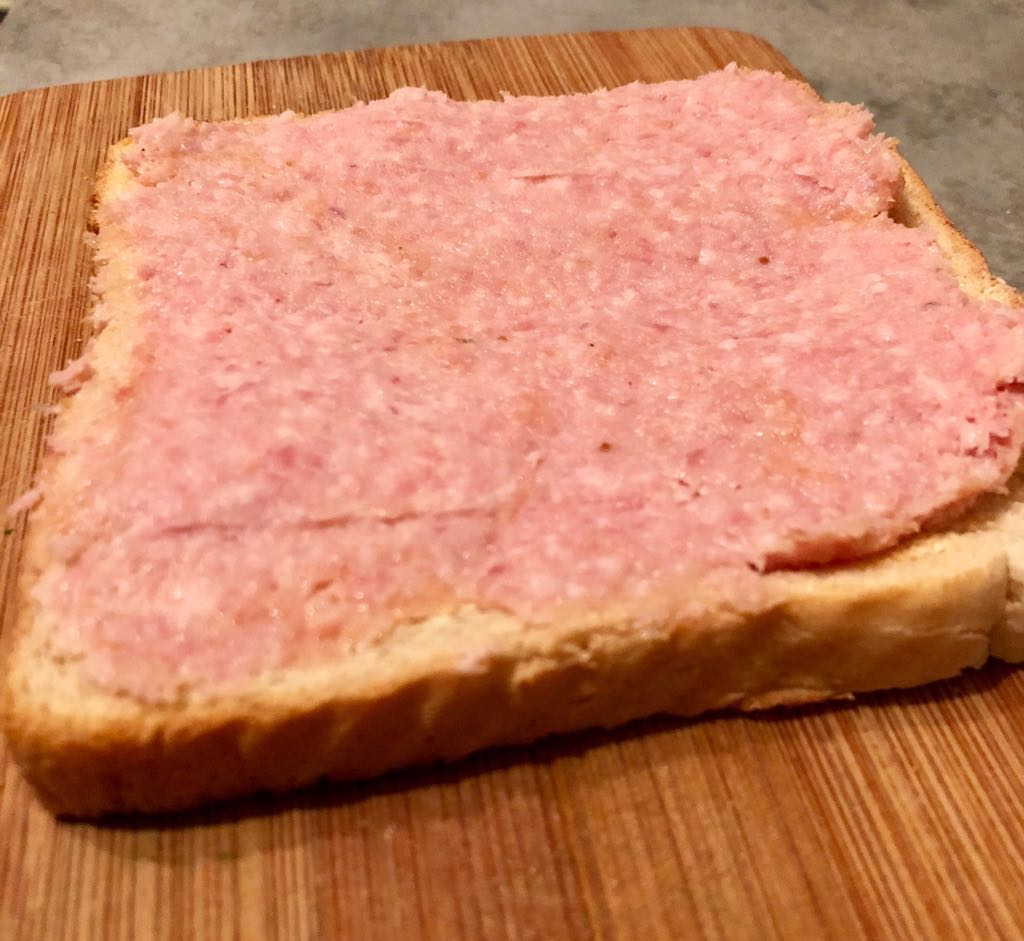
Gekochte auf Toast

Das Besondere an der Hamburger Gekochten ist, dass die Hälfte des fetten Anteils, der traditionell aus angeräuchertem oder gebrühtem Schweinebauch besteht, in der Nacht vor der Herstellung nochmals kalt in Buchenrauch geräuchert wird. Dadurch bekommt die Wurst ihren typischen Geschmack und bleibt länger streichfähig. 100 Gramm Wurst enthalten durchschnittlich 30 Gramm Fett. Das Wurstbrät wird normalerweise in Naturdärme abgefüllt. Gewürzt wird die Hamburger Gekochte typischerweise mit weißem Pfeffer, Muskatnuss, Koriander und Macis.